# Gibson Island
Gibson Island  est une île et un secteur non constitué en municipalité sur la rive ouest de la baie de Chesapeake census-designated place du comté d'Anne Arundel dans le Maryland (États-Unis). C'est le terminus oriental de la Maryland Route 177 (en).

## Historique
L'île Gibson fut occupée comme résidence d'été par les Amérindiens au 17e siècle. Le capitaine John Smith de Jamestown l'a abordé lors de son voyage dans la baie de Chesapeake en 1608. Les concessions de terres ont commencé vers les années 1680. Au début des années 1900, W. Stuart Symington, Jr. (1871-1926) a acheté les terres de l'île (y compris trois fermes insulaires existantes) avec son frère Thomas, pour développer l'île en une communauté résidentielle. L'un des premiers propriétaires était un homme du nom de Gibson, qui a donné son nom à l'île.
La Grande Dépression a stoppé le développement rapide de l'île. En 1936, la propriété des sociétés a été réorganisée, donnant un plus grand contrôle aux propriétaires de l'île. Ce changement a conduit à mettre davantage l'accent sur le maintien de l'environnement naturel de l'île, avec environ les deux tiers de ses terres réservées aux loisirs, à la foresterie et aux espaces ouverts. Aujourd'hui, Gibson Island est une résidence fermée gérée par la Gibson Island Corporation, avec le Gibson Island Club, limitant l'accès à l'île et à ses installations aux résidents ou à ceux qui ont un motif officiel de visite. De nombreux résidents de l'île sont des résidents saisonniers qui proviennent principalement de l'Aire métropolitaine de Baltimore-Washington. Les caractéristiques de l'île comprennent un yacht club, un golf, un tennis, un tir au pigeon d'argile, un bureau de poste, une société historique et une église épiscopale.

## Galerie

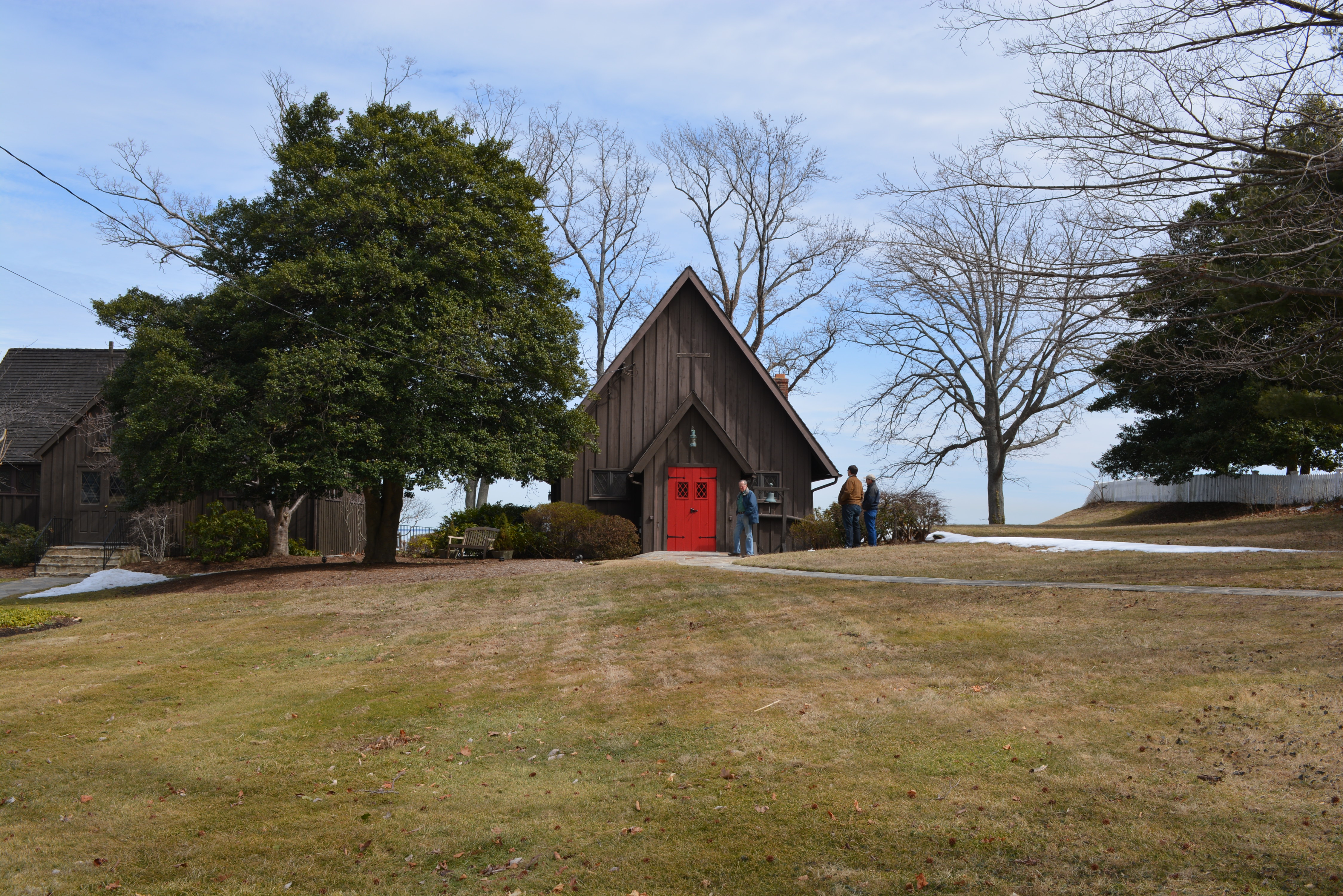
Église épiscopale
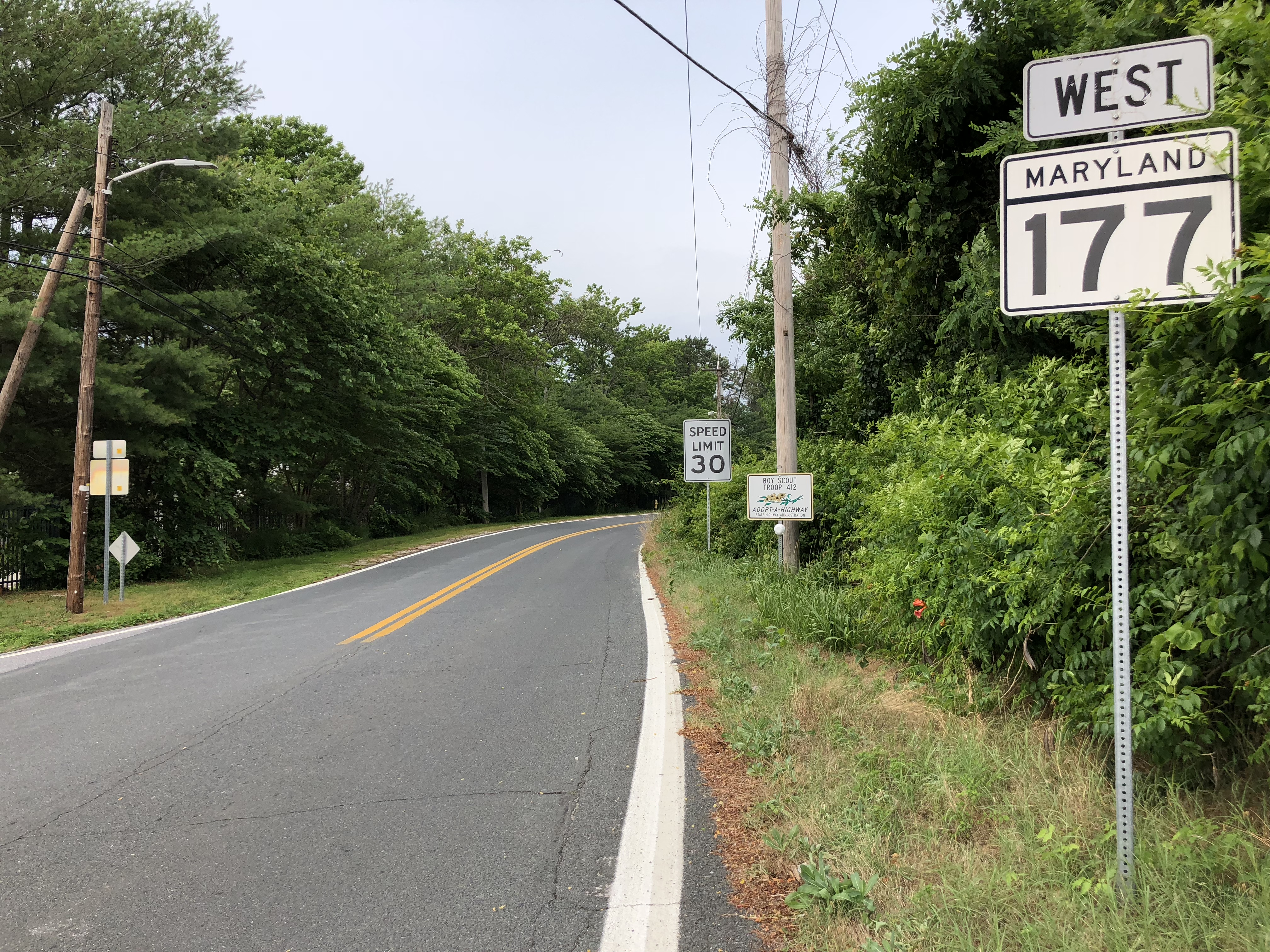
Route 177
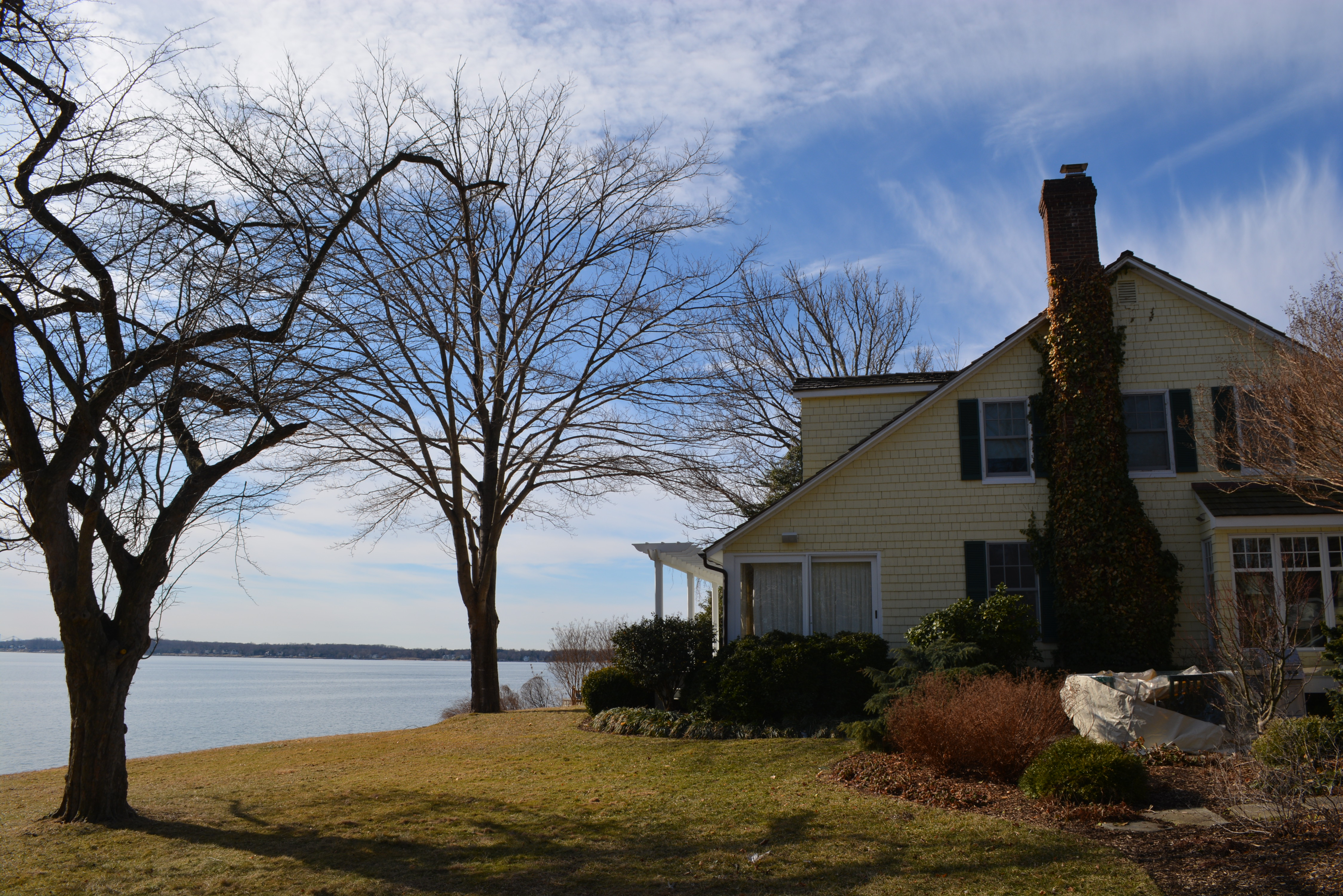
Une résidence